# Rhabdus aequatorius
Rhabdus aequatorius är en blötdjursart som beskrevs av Henry Augustus Pilsbry och Sharp 1897. Rhabdus aequatorius ingår i släktet Rhabdus och familjen Rhabdidae. Inga underarter finns listade i Catalogue of Life.